# Batalla de Rafia
La Batalla de Rafia se encuadra dentro de la llamada cuarta guerra siria, entre Ptolomeo IV del Imperio egipcio y Antíoco III Megas del Imperio seléucida. Se luchó el 22 de junio de 217 a. C. cerca de la moderna Rafia.

## Antecedentes
Al llegar la primavera, Antíoco y Ptolomeo ya tenían preparados sus ejércitos y se aprestaron a dirimir sus diferencias en una gran batalla decisiva. El ejército de Ptolomeo partió de Alejandría con unos efectivos de setenta mil infantes, cinco mil de a caballo y setenta y tres elefantes de guerra.
Al tanto de la partida de su rival, Antíoco III concentró sus tropas. En total el ejército de éste constaba de sesenta y dos mil infantes, seis mil de a caballo y ciento dos elefantes.
Ptolomeo marchó hacia Pelusio donde se detuvo, recogió a los rezagados, distribuyó víveres a su ejército, movió su campo, y avanzó paralelamente al monte Casio y al lugar llamado el Báratro (infierno), debido a que es desértico, lo atravesó en cinco días y acampó a 50 estadios de distancia de Rafah, (25 km de Gaza, en la actual frontera entre Egipto y la Franja de Gaza) que se encuentra junto a Rinocolura, la primera ciudad de Celesiria para los procedentes de Egipto. En el mismo momento, Antíoco se presentó con sus fuerzas, acudió a Gaza, donde hizo descansar a su ejército y después lentamente reemprendió la marcha.
Rebasó la ciudad aludida, Rafah, y acampó de noche, a unos diez estadios del enemigo. Inicialmente, estaban a esta distancia cuando acamparon unos frente a otros. Pero al cabo de unos días, Antíoco, con una doble intención, ocupó una posición más estratégica para infundir ánimo a sus propias tropas, acercando su campamento al de Ptolomeo, ahora ambos atrincheramientos se encontraban a no más de 5 estadios el uno del otro. Entonces fueron muchos los choques que se produjeron entre forrajeadores y aguadores de ambos lados, al tiempo que se libraban escaramuzas entre ambos ejércitos, tanto de infantería como de caballería.

### Preparación de la batalla
Ambos reyes, acampados ya durante cinco días uno frente al otro, estaban dispuestos a decidir por las armas quién era el dueño de la Celesiria, corría el 22 de junio del 217 a. C.
Ptolomeo empezó a hacer salir a sus tropas de su atrincheramiento y así mismo, Antíoco, sacó las suyas para oponérsele. Ambos reyes situaron frente a frente sus falanges con sus tropas escogidas armadas al modo macedonio. Las dos alas de Ptolomeo presentaban el dispositivo siguiente: Polícrates con su caballería, mandaba el ala izquierda. Entre éste y la falange, estaban los cretenses, en contacto con la caballería. Seguía, a continuación la escolta real. Después venían los peltastas de Sócrates y, junto a ellos, los africanos armados al modo macedonio (machimoi-epilektoi). En el ala derecha estaba Equécrates, el tesalio, con su contingente de caballería propio, a su izquierda formaban los galos y los tracios. A continuación seguían los mercenarios griegos, a las órdenes de Fóxidas, y pegada a ellos la falange egipcia.
En cuanto a los elefantes, había 40 en el ala izquierda, que era donde Ptolomeo iba personalmente a combatir; los 33 restantes fueron situados delante del ala derecha, a la altura de la caballería mercenaria.
Antíoco, por su parte, colocó a 60 de sus elefantes, mandados por Filipo (amigo suyo de la infancia) delante del ala derecha, en la cual iba él a pelear contra Ptolomeo. Detrás de los elefantes colocó, en formación lineal, a dos mil jinetes a las órdenes de Antípatro, y dispuso otros 2000 que formaron en ángulo recto con ellos. Al lado de la caballería situó, de frente, a los cretenses. Alineó a continuación a los mercenarios griegos, apoyados al igual que el cuerpo armado a la macedonia, por cinco mil hombres del macedonio Bitaco. Emplazó en el extremo del ala izquierda a dos mil jinetes a las órdenes de Temiso, junto a estos situó a los cardaces y a los lanceros lidios y, a continuación, la infantería ligera, unos tres mil, a las órdenes de Menedemo. Seguían los cisios, los medos y los carmanios y luego los árabes y sus pueblos vecinos en contacto ya con la falange. Al resto de los elefantes, Antíoco los colocó delante del ala izquierda; los conducía Músico, que antes había sido paje real.

## La batalla
Ordenados de esta manera los dos ejércitos, ambos reyes recorrieron sus líneas frontales, acompañados de los oficiales y los cortesanos. Habían depositado sus máximas esperanzas en las falanges y fue ante estas formaciones donde pusieron el máximo ardor en sus arengas. Ninguno de los dos monarcas podía aducir alguna hazaña brillante realizada por él: hacia muy poco tiempo que habían asumido el imperio. Pero, por encima de todo, proponían las máximas recompensas para el futuro tanto a los oficiales como a los soldados, para invitarles y exhortarles, así, que en la batalla inminente se comportaran de manera noble y varonil. Cuando en su marcha, Ptolomeo y su hermana, alcanzaron el extremo izquierdo de toda su formación, y Antíoco, con su escuadrón real, el derecho, se dio la señal de inicio del combate, y los elefantes comenzaron la batalla.
Se dice que antes de la batalla mataron a un perro, debido a que los elefantes africanos no soportan el hedor ni el griterío. La mayoría de los elefantes de Ptolomeo se asustaron y huyeron. Desbaratadas sus líneas, presionaron sobre sus propias formaciones, y entonces la guardia real de Ptolomeo empezó a ceder, oprimida por las fieras, mientras Antíoco desborda con sus jinetes la línea de los elefantes y carga sobre la caballería mandada por Polícrates. Al propio tiempo, delante de la línea de los elefantes, los mercenarios griegos próximos a la falange atacaron a los peltastas de Ptolomeo y los forzaron a retroceder; también los elefantes habían desorganizado por aquí las líneas de estos peltastas. De modo que el ala izquierda de Tolomeo cedió íntegramente.
Equécrates, que estaba al mando del ala derecha egipcia, de momento se limitaba a observar el choque de las alas citadas, pero cuando vio que la polvareda se levantaba en dirección hacia él, y que sus elefantes no se atrevían, ni mucho menos, a atacar a los enemigos, ordenó a Foxidas, comandante de los mercenarios griegos, que acometiera al enemigo que tenía enfrente. Él con su caballería y el contingente apostado detrás, de los elefantes, se puso fuera del alcance de las bestias enemigas; acoso a la caballería rival por el flanco y por la retaguardia y la puso rápidamente en fuga. Fóxidas y los suyos lograron algo semejante, pues cayeron sobre los árabes y los medos, y les obligaron a volver la espalda y a huir atropelladamente. De modo que el ala derecha de Antíoco vencía, pero la izquierda era derrotada.
Entretanto las falanges, que de este modo ya no contaban con la protección de las alas, permanecían intactas en medio de la llanura; sus esperanzas sobre el desenlace final eran inciertas. Antíoco pugnaba todavía para explotar su éxito en el ala derecha; Ptolomeo, por su lado, que se había retirado detrás de su falange, se adelantó entonces por el centro; su aparición llenó de pánico al enemigo e infundió gran empuje y coraje a sus hombres. Andrómaco y Sosibios se lanzaron al instante al asalto con sus lanzas en ristre. Las tropas de elite sirias resistieron algún tiempo; las de Nicarco retrocedieron al punto y se retiraron. Antíoco joven e inexperto, suponía que por haber vencido él en su ala la victoria ya era general, y acosaba a los que huían. Pero al final, uno de los suyos, de más edad, le detuvo, y le hizo ver como la polvareda levantada iba desde la falange hacia su propio campamento.
Antíoco comprendió entonces lo sucedido, e intento correr otra vez al lugar de la lucha con su escuadrón real. Comprobó que todos los suyos habían huido, y entonces se replegó hacia Rafia, convencido de que en lo que dependía de él se había triunfado; la derrota se debía a la cobardía y a la vileza de los demás. De modo que la falange de Ptolomeo, la caballería de su ala izquierda y su cuerpo de mercenarios lograron la victoria y, en la persecución subsiguiente, mataron a muchos enemigos. Ptolomeo se retiró acto seguido y paso la noche en su campamento. Al día siguiente recogió sus muertos y los enterró, despojo a sus enemigos, levantó el campamento y se dirigió a Rafia.

## Consecuencias
Después de la fuga, Antíoco quería acampar fuera de esta ciudad, tras haber juntado nuevamente a los que habían huido en grupos. Pero la mayoría se había refugiado en la población, cosa que le forzó a entrar y pasar la noche en la propia ciudad. A las primeras luces del alba hizo salir la parte salvada de su ejército y se dirigió a Gaza, donde estableció su campamento. Desde allí envió legados que trataran la recuperación de sus muertos; logró pactar una tregua para enterrarlos, las bajas de Antíoco fueron poco menos de diez mil de infantería y más de trescientas de caballería; y más de cuatro mil los prisioneros. Durante el combate perdió tres elefantes y, posteriormente, se le murieron dos más a consecuencia de las heridas recibidas en combate.
En el bando de Tolomeo murieron mil quinientos hombres de infantería y setecientos de caballería: le mataron dieciséis elefantes y la mayoría de los restantes se los arrebató el enemigo, aunque esto es discutible. Este fue el desenlace de la batalla librada en Rafia entre los dos reyes más poderosos de Asia y África por la posesión de la región de Celesiria.

### Resultado
Después de haber recogido a sus muertos Antíoco se retiró a su país con su ejército. Ptolomeo tomó de inmediato Rafia y el resto de ciudades; todas las poblaciones rivalizaban para adelantarse a las vecinas en pasarse a su bando, o reintegrarse a él. Las gentes de estas tierras eran proclives a los reyes de Egipto desde siempre, por lo que parecía natural que se le coronara, hicieran sacrificios y levantaran altares a Ptolomeo.
Así que llegó a la ciudad que lleva su nombre, Antíoco envió sin dilaciones, como legados a la corte de Ptolomeo, a su sobrino Antípatro y a Teodoto Hemiolo para negociar un tratado de paz, pues temía una incursión del enemigo, y la derrota sufrida hacia que recelara de su propio pueblo; le angustiaba también la revuelta de Aqueo en Asia Menor, y que no se aprovechara de esta debilidad temporal. Pero Ptolomeo ya no pensaba en nada de esto, antes bien, satisfecho por aquella victoria inesperada y, en suma, por haber adquirido Celesiria sin imaginárselo siquiera, ahora no era contrario a la paz, sino partidario de ella más de lo debido; le arrastraba a ello sin duda su vida siempre indolente y depravada, incapaz de soportar los sacrificios de una prolongada campaña bélica. De modo que, cuando se le presentó Antípatro, primero pronunció algunas amenazas y reproches por la conducta de Antíoco, pero se ánimo a pactar una tregua por un año y envió a Sosibio, con los embajadores para que ratificaran lo acordado.
Ptolomeo pasó tres meses en Siria y en Fenicia (la Celesiria) para poner en orden las ciudades. Después dejó allí a Andrómaco de Aspendo como gobernador militar de las regiones citadas y partió con su hermana y amigos hacia Alejandría. Había puesto un final a la guerra que resultaba sorprendente a los habitantes de su reino, que no habían confiado en la victoria.
Antíoco, por su parte, se aseguró de la tregua con Sosibio y se enfrascó, según su propósito primero, en sus preparativos contra Aqueo.